# Višnjevo (Plav)
Pour les articles homonymes, voir Višnjevo.
Višnjevo (en serbe cyrillique : Вишњево; en albanais: Vishnjevë) est un village du nord-est du Monténégro, dans la municipalité de Plav.

## Démographie

### Évolution historique de la population
| 1948 | 1953 | 1961 | 1971 | 1981 | 1991 | 2003 |
| ---- | ---- | ---- | ---- | ---- | ---- | ---- |
| 198  | 193  | 190  | 216  | 246  | 198  | 86   |